# Tapete Lotto
Un tapete Lotto es un tapete estampado anudado a mano que se produjo principalmente durante los siglos XVI y XVII a lo largo de la costa egea de Anatolia, Turquía, aunque también se copió en varias partes de Europa. Se caracteriza por un arabesco de encaje, generalmente en amarillo sobre fondo rojo, a menudo con detalles azules. El nombre "tapete Lotto" se refiere a la inclusión de alfombras con este patrón en pinturas del pintor veneciano del siglo XVI Lorenzo Lotto, aunque aparecen en muchas de las anteriores alfombras orientales en la pintura renacentista.

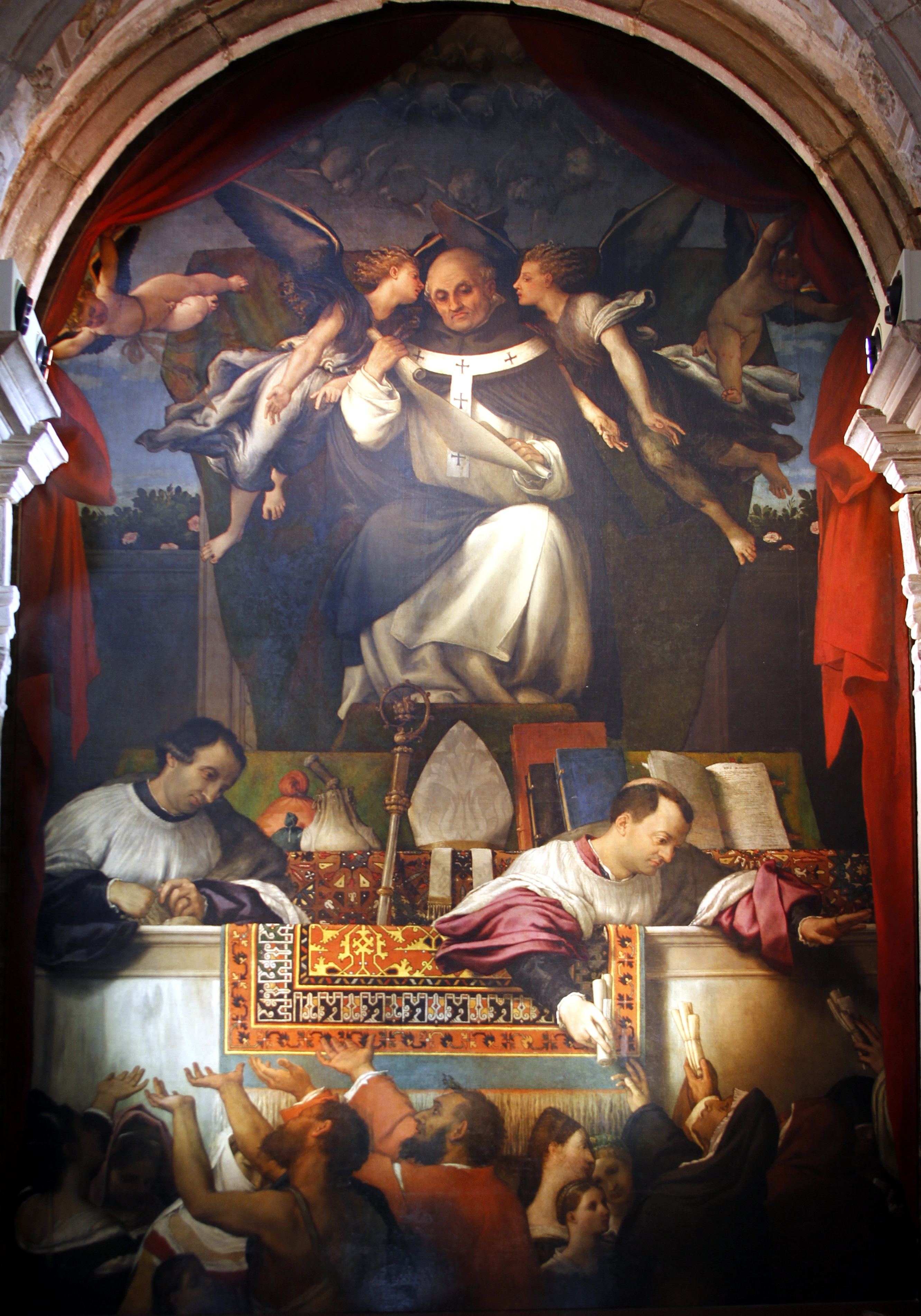
La Limosna de San Antonio, óleo sobre madera pintado por Lorenzo Lotto, mostrando una alfombra Lotto, 1542

## Visión general
Los tapetes Lotto solían ser conocidos como "Holbein tipo II de patrón pequeño" por los eruditos occidentales, pero Holbein nunca pintó uno, a diferencia de Lorenzo Lotto, que lo hizo varias veces (aunque no fue el primer artista en hacerlo). Lotto también está documentado como dueño de un tapete grande, aunque se desconoce su patrón. Aunque se ven muy diferentes de los tapetes Holbein Tipo I, son un desarrollo del tipo, donde los bordes de los motivos despegan en rígidos arabescos que sugieren un poco de follaje y terminan en palmetas ramificadas. El tipo era común y duradero, y también se conoce como "Arabesque Ushak". Los tapetes Lotto también se representan en pinturas de Murillo y Zurbarán en el siglo XVII, y pinturas holandesas hasta la década de 1660 y, a veces, más tarde.
Ellis distingue tres grupos de diseño principales para las alfombras Lotto: el estilo de Anatolia, el estilo Kilim y el estilo ornamental.
En los siglos XVI y XVII, los diseños de los tapetes Lotto se copiaron en Italia, España, la parte europea del Imperio Otomano y en Inglaterra, y también se han producido muchas copias modernas.

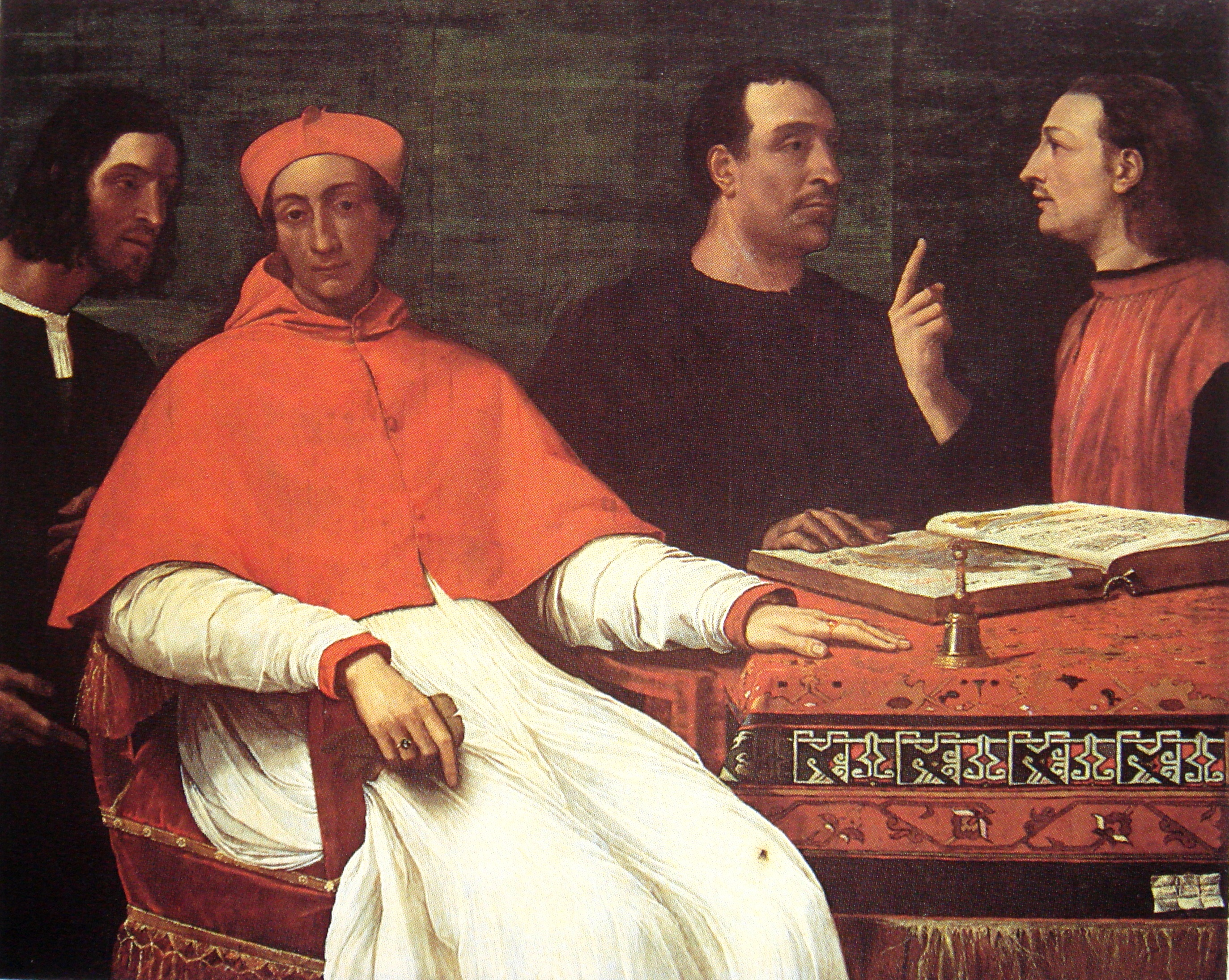
El cardenal Bandinello Sauli de Sebastiano del Piombo, con un diseño de alfombra Lotto, 1516
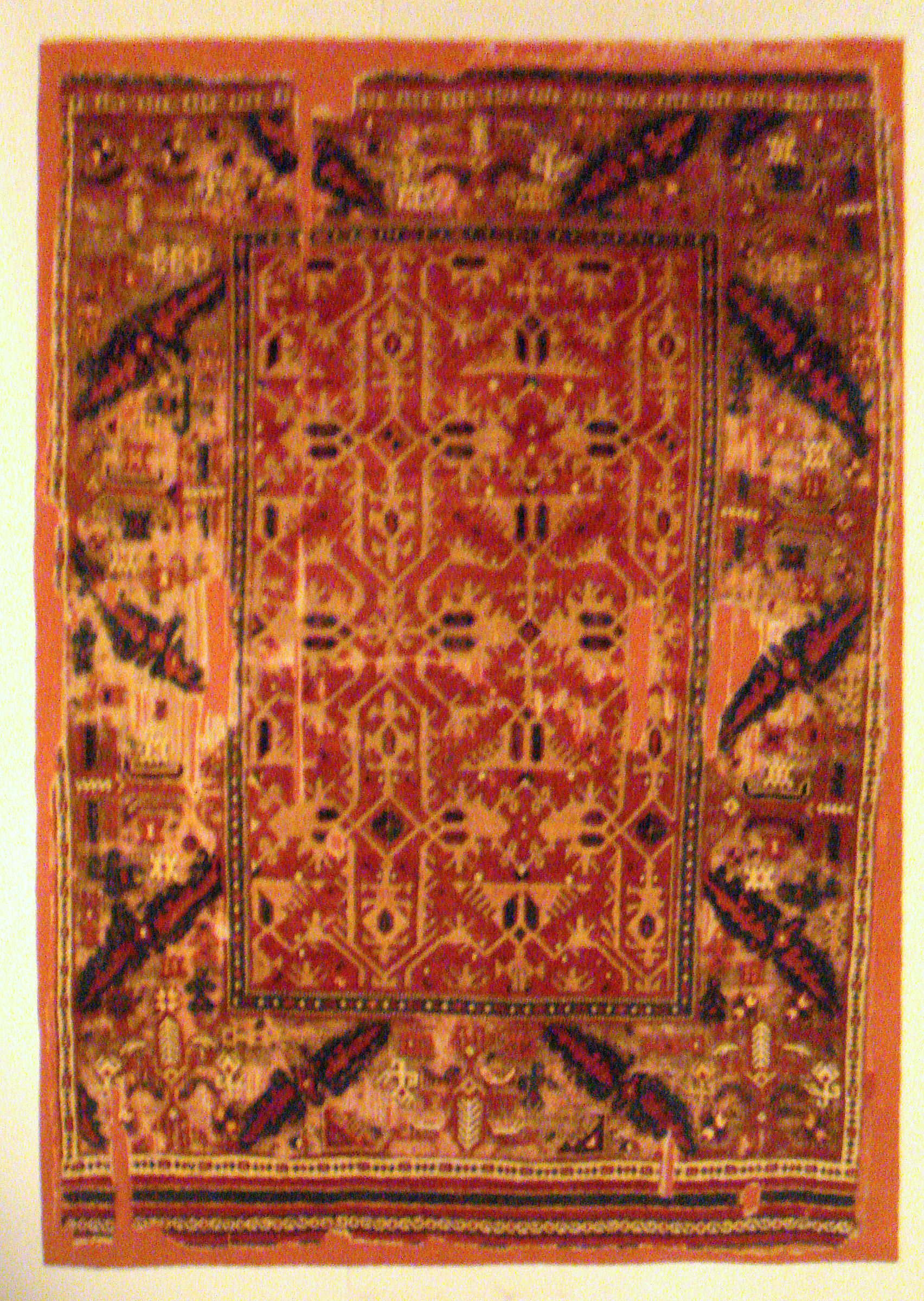
Tapete Lotto, Uşak, siglo XVII. Museo de Arte Turco e Islámico
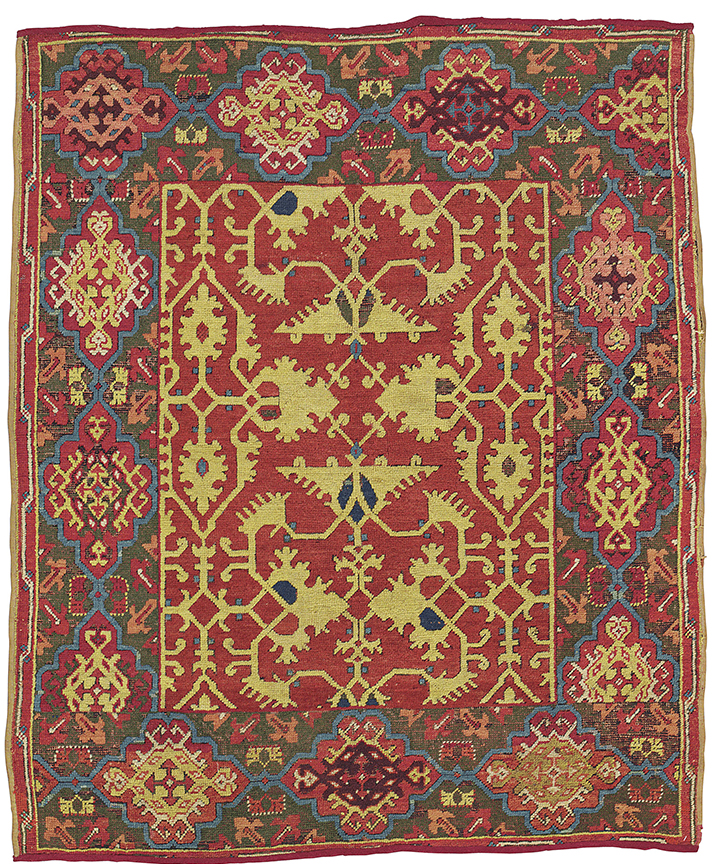
Tapete Lotto, primera mitad del siglo XVII, ofrecida en subasta 2018
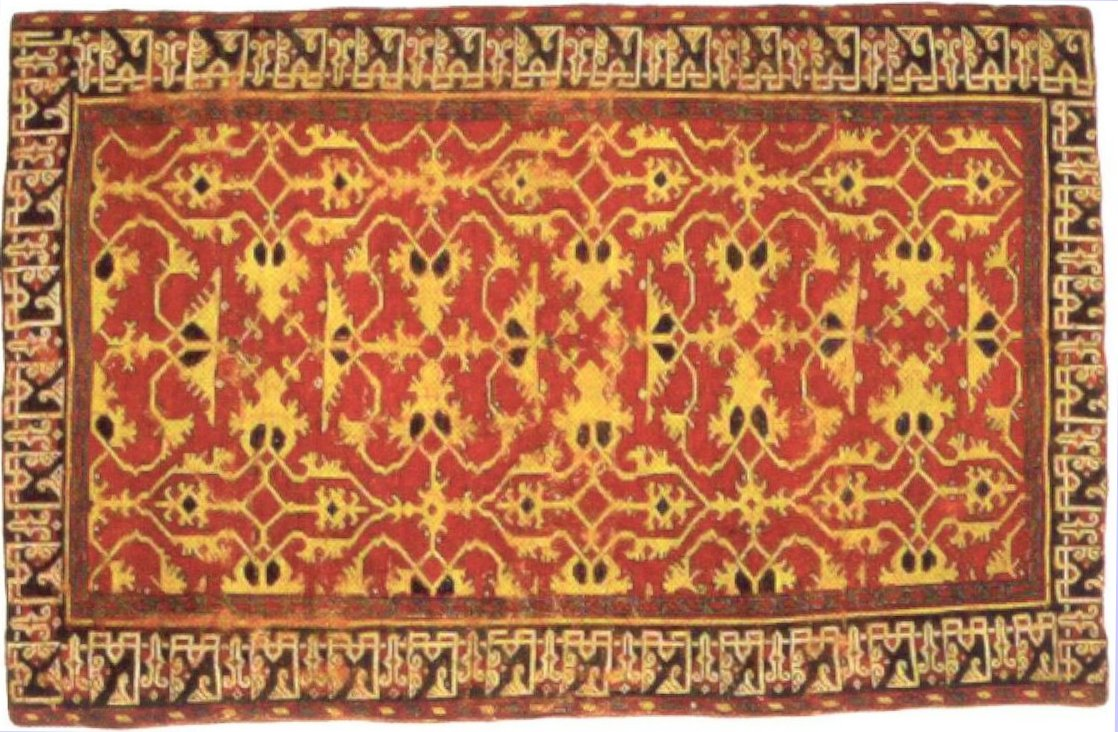
"Tapete Lotto" de lana anudada de Anatolia occidental, siglo XVI, Museo de Arte de San Luis